# Ippia minore
L'Ippia minore (in greco antico: Ἱππίας ἐλάττων?, Hippías eláttōn) è un dialogo di Platone appartenente al primo periodo (o periodo giovanile) della sua produzione, scritto presumibilmente tra il 399 (morte di Socrate) e il 390 a.C. (anno del suo primo viaggio in Sicilia). Tema dell'opera è l'identità di virtù e scienza, un tema che viene affrontato anche in altri dialoghi (come il Protagora o il Menone), e che qui viene analizzato a partire dal confronto tra Achille e Odisseo.

## Contenuto
Ippia ha appena terminato una conferenza, ma Socrate ha delle domande da porgli, soprattutto per quanto riguarda alcune sue affermazioni sull’Iliade. Il sofista ha infatti sostenuto la superiorità morale di Achille rispetto a Odisseo, portando a sostegno della propria tesi niente meno che Omero: egli ha ritratto Achille come il migliore dei combattenti di Troia, Nestore come il più saggio e Odisseo come il più astuto, ma l'astuzia di quest'ultimo, sostiene Ippia, altro non è che bravura a mentire (364c-d).
Socrate, desideroso di apprendere da un uomo notoriamente sapiente come il polymathes Ippia, inizia a interrogarlo, domandandogli dapprima se gli ingannatori e i bugiardi sono ignoranti o sapienti, e appreso che essi mentono perché sono sapienti e consapevoli di fare il male (366a), egli ne deduce che il bugiardo e il sincero sono in realtà la stessa persona, poiché è la stessa persona ad essere sapiente in un campo e a scegliere, di volta in volta, se dire o meno la verità al riguardo (367c). Ippia però ha delle perplessità, ma Socrate inizia a citare alcuni versi omerici in cui anche Achille mente, dimostrando di non essere certo migliore di Odisseo, ma semmai il contrario (369d-373a). Inoltre, Socrate porta molti altri esempi tratti dai vari campi del sapere, in ognuno dei quali risulta che il migliore è chi mente – per esempio: un corridore valido che decide di correre piano, è senz'altro un corridore migliore di uno che corre piano perché zoppo. Ma allora, afferma Socrate, forse è un pregio essere zoppi o miopi? Evidentemente no, e anche Ippia è costretto a riconoscerlo (373c-375b).
Socrate infine sposta l'attenzione sull'anima e la giustizia, mostrando che l'anima migliore è quella che compie volontariamente azioni malvagie, mentre peggiore quella che le fa involontariamente. Dunque, per rendere la nostra anima migliore, bisogna mentire e compiere azioni ingiuste? Ippia afferma che così non può assolutamente essere, e Socrate continua il ragionamento, giungendo alla conclusione che l'anima sapiente sarà giusta, quella ignorante ingiusta; ma anche così si torna al medesimo punto, poiché chi compie azioni malvagie ma è sapiente, è per forza buono e migliore di chi fa il male involontariamente perché ignorante. Ippia non è nuovamente d'accordo, ma non sa più cosa rispondere (375b-376c). Il dialogo si rivela pertanto aporetico, e Socrate – che si autodefinisce ignorante – non può far altro che riconoscere l'insipienza dei sedicenti sapienti.